# Превенкьер
Превенкье́р (фр. Prévinquières, окс. Previnquièiras) — коммуна во Франции, находится в регионе Окситания. Департамент — Аверон. Входит в состав кантона Рьёпейру. Округ коммуны — Вильфранш-де-Руэрг.
Код INSEE коммуны — 12190.
Коммуна расположена приблизительно в 500 км к югу от Парижа, в 110 км северо-восточнее Тулузы, в 28 км к западу от Родеза.

## Население
Население коммуны на 2008 год составляло 285 человек.
| 1962 | 1968 | 1975 | 1982 | 1990 | 1999 | 2008 |
| ---- | ---- | ---- | ---- | ---- | ---- | ---- |
| 406  | 455  | 434  | 395  | 329  | 290  | 285  |

## Администрация
| Период | Период | Фамилия         | Партия | Примечания |
| ------ | ------ | --------------- | ------ | ---------- |
| 2001   | 2008   | Дени Труш       |        |            |
| 2008   |        | Кристиан Лакомб |        |            |

## Экономика
В 2007 году среди 152 человек в трудоспособном возрасте (15-64 лет) 107 были экономически активными, 45 — неактивными (показатель активности — 70,4 %, в 1999 году было 66,7 %). Из 107 активных работали 104 человека (60 мужчин и 44 женщины), безработных было 3 (0 мужчин и 3 женщины). Среди 45 неактивных 13 человек были учениками или студентами, 15 — пенсионерами, 17 были неактивными по другим причинам.